# Jens Fischer (politiker)
Jens Fredrik Fischer, född 10 januari 1980 i Hagfors, är en före detta polischef och kommunstyrelsens ordförande i Hagfors kommun.

## Biografi
Fischer var tidigare chef för avdelningen för grova brott hos Polisen i Värmland.
Fischer blev Oberoende realisters partiledare när det grundades 2017. Han avgick i mars 2020 som partiledare men fortsatte som kommunalråd och kommunstyrelsens ordförande.
Fischer har anklagats för att skriva Socialdemokratisk kritik på sociala medier i sin mors namn och för att öppet försöka sprida grundlagsskyddade anonyma insändarskribenters identitet.